# 斯萊格爾 (密蘇里州)
斯萊格爾（英語：Slagle）是位於美國密蘇里州波爾克縣的非建制地區。

## 歷史
斯萊格爾的郵局於1874年設立，其後於1905年停運。

## 地理
斯萊格爾所處的海拔為高於海平面332米（即1089英呎），而該地所採用的時區為UTC-6，即北美中部時區（CST）。同時該地設有夏令時間，為UTC-6調快一小時，即UTC-5（CDT）。